# سد مشمپا
سد مشمپا، سدی بر روی قزل اوزن در شهرستان زنجان در استان زنجان است. این سد یکی از سد های مهم ایران و استان زنجان محسوب می‌شود که در نزدیکی روستای مشپما و در جنوب غربی استان زنجان قرار دارد. سد مشمپا در استان زنجان پس از سد طالقان دومین سد بزرگ برق آبی ایران است.
حجم مخزن این سد در شروع فرآیند ساخت برابر ۷۰۰ میلیون متر مکعب بود که به گفته مدیرعامل شرکت آب منطقه‌ای زنجان در بازنگری طرح سد در طول دهه ۹۰ برای کاهش هزینه، حجم مخزن آن به ۳۵۰ میلیون مترمکعب کاهش یافت.

## تاریخچه
پس از انجام مطالعات طرح توسعه منابع آب گیلان مرکزی توسط شرکت Gotha-Sogreah که منجر به اتمام ساخت سد سفید رود با حجم مخزن ۱۷۸۰ میلیون متر مکعب در سال ۱۳۴۰ گردید، با مشاهده روند رو به تزاید کاهش حجم مخزن سد سفید رود ناشی از انباشت رسوبات رودخانه‌ای بطوری که در سال ۱۳۵۹ بیش از ۹۰۰ میلیون متر مکعب از مخزن سد از رسوب پر شده بود، در سال ۱۳۵۳ مطالعات مرحله اول سدهای مشمپا و شهریار توسط شرکت آب منطقه‌ای گیلان به شرکت Wes Co واگذار گردید. که نتیجه این مطالعات هم توجیه اقتصادی ساخت هر دو سد مشمپا و شهریار به صورت توأم بود.
با توجه به هزینه‌های هنگفت تملک اراضی و خسارت مخزن سد شهریار و همزمان با کاهش حدود ۳۰ متری ارتفاع سد، مجدداً مطالعات سد مشمپا با هدف تله اندازی رسوب مد نظر قرار گرفت و از آنجایی که استان زنجان نیز برای تأمین نیازهای شرب و صنعت با کسری مواجه بود، تصمیم گرفت از پتانسیل سد مشمپا علاوه بر تله اندازی رسوب سدهای پایین دست (شهریار و سفید رود) برای تأمین نیازهای شرب و صنعت و کشاورزی شهرستان زنجان نیز استفاده کند.

## اهداف ساخت
- تأمین قسمتی از آب شرب و صنعت مورد نیاز شهرستان زنجان به عنوان تنها منبع قابل اعتماد (۵۰ میلیون متر مکعب)
- تأمین و تنظیم آب ماهیانه رودخانه مطابق مجوز تخصیص آب برای اراضی حقابه بر و بهبود اراضی کشاورزی با افزایش راندمان آبیاری برای دشت رجئین و طارم
- استفاده حداکثر از پتانسیل رودخانه جهت تولید انرژی برقابی در سد مخزنی مشمپا و سد تنظیمی پاورود (۱۲۳ گیگاوات در سال)
- اشتغال زایی مستقیم و غیرمستقیم در بهبود کشاورزی و تولید انرژی پاک جهت جلوگیری از مهاجرت بی‌رویه
- بهبود بیلان آب زیرزمینی دشت زنجان با  انتقال آب شرب و صنعت
- کنترل سیلاب‌های مخرب

## اطلاعات هواشناسی
متوسط دمای سالانه ۱۳ درجه سیلیسیوس
متوسط تعداد روزهای یخبندان ۹۴ روز در سال
متوسط ماهانه نم نسبی ۶۸ درصد
سرعت باد با دوره بازگشت ۵۰ ساله ۵۰ متر بر ثانیه
متوسط بارندگی سالانه ۳۳۸ میلیمتر
مساحت حوضه ۲۴٬۹۰۵ کیلومتر مربع
متوسط آبدهی در محل سد ۷۰۱ میلیون متر مکعب در سال
سیلاب ۱۰۰ ساله ۲٬۵۲۸ مترمکعب در ثانیه
سیلاب ۱۰۰۰ ساله ۴٬۳۵۸ مترمکعب در ثانیه
سیلاب ۱۰۰۰۰ ساله ۶٬۸۴۴ مترمکعب در ثانیه
حداکثر سیلاب محتمل ۹٬۰۷۶ مترمکعب در ثانیه
میزان رسوب پنجاه ساله ۴۶۵ میلیون مترمکعب

## روند اجرایی
در این ارتباط دو قرارداد اجرایی منعقد گردیده است.
- قرارداد اول در سال ۸۸ شامل جاده دسترسی، کمپ مسکونی و تونل‌های انحراف سد مخزنی مشمپا به شرکت زنگان پرشیا به مدت ۲۴ ماه واگذار و به اتمام رسیده است.
- قرارداد دوم در سال ۹۲ شامل سد مخزنی، سد تنظیمی و جاده جایگزین به شرکت سپاسد (قرارگاره خاتم الانبیاء) به مدت ۶۰ ماه واگذار گردید.
- این پروژه به دلیل عدم توانایی پرداخت توسط کارفرما به حالت تعلیق در آمده است.